# روتان واری‌ویگن
روتان واری‌ویگن (به انگلیسی: Rutan VariViggen) یک هواگرد ساختِ کارخانهٔ سکیلد کامپوزیتس در کشور ایالات متحده آمریکا است. این هواگرد برای نخستین بار در ۱۹۷۲ میلادی مورد استفاده قرار گرفت.